# Saint-Donat-sur-l'Herbasse
Saint-Donat-sur-l'Herbasse est une commune française située dans le département de la Drôme, en région Auvergne-Rhône-Alpes.

## Géographie
| - OpenStreetMap Limite communale. |

### Localisation
La commune est située dans le nord de la Drôme dans la vallée de l'Herbasse, près du grand axe de la vallée du Rhône. Elle est à 12 km de Romans-sur-Isère, à 31 km au nord de Valence, à 85 km de Grenoble et à 90 km de Lyon.

### Relief et géologie
Sites particuliers :
- Combe Balis
- Combe de Bramaret
- Combe de Champos
- Combe de la Fontule
- Combe des Ariennes
- Combe des Chènevries
- Combe des Égaux
- Combe de Sizay
- Combe des Monistrols
- Combe des Veyrats
- Combe du Loup
- Combe du Pertuis Renard
- Combe Géline
- Combe Jaime
- Combe Oternaud
- Combe Pelorset
- Combe Saint-Giraud
- Combe Valerine

### Hydrographie
La commune est arrosée par les cours d'eau suivants :
- le Merdaret ;
- l'Herbasse ;
- Mère d'eau de Randon.

### Climat
Pour des articles plus généraux, voir Climat d'Auvergne-Rhône-Alpes et Climat de la Drôme.
En 2010, le climat de la commune est de type climat du Bassin du Sud-Ouest, selon une étude du Centre national de la recherche scientifique s'appuyant sur une série de données couvrant la période 1971-2000. En 2020, Météo-France publie une typologie des climats de la France métropolitaine dans laquelle la commune est dans une zone de transition entre le climat de montagne et le climat méditerranéen et est dans la région climatique Moyenne vallée du Rhône, caractérisée par un bon ensoleillement en été (fraction d’insolation > 60 %), une forte amplitude thermique annuelle (4 à 20 °C), un air sec en toutes saisons, orageux en été, des vents forts (mistral), une pluviométrie élevée en automne (250 à 300 mm).
Pour la période 1971-2000, la température annuelle moyenne est de 12,2 °C, avec une amplitude thermique annuelle de 18 °C. Le cumul annuel moyen de précipitations est de 919 mm, avec 7,9 jours de précipitations en janvier et 6,1 jours en juillet. Pour la période 1991-2020, la température moyenne annuelle observée sur la station météorologique de Météo-France la plus proche, « Marsaz », sur la commune de Marsaz à 3 km à vol d'oiseau, est de 12,8 °C et le cumul annuel moyen de précipitations est de 883,4 mm,. Pour l'avenir, les paramètres climatiques de la commune estimés pour 2050 selon différents scénarios d'émission de gaz à effet de serre sont consultables sur un site dédié publié par Météo-France en novembre 2022.
| Mois                                  | jan.             | fév.             | mars            | avril         | mai             | juin           | jui.          | août           | sep.          | oct.          | nov.            | déc.            | année      |
| ------------------------------------- | ---------------- | ---------------- | --------------- | ------------- | --------------- | -------------- | ------------- | -------------- | ------------- | ------------- | --------------- | --------------- | ---------- |
| Température minimale moyenne (°C)     | 0,7              | 0,8              | 3,4             | 5,9           | 9,9             | 13,3           | 15            | 14,7           | 11,4          | 8,5           | 4,1             | 1,3             | 7,4        |
| Température moyenne (°C)              | 4,1              | 5,1              | 8,9             | 12            | 16              | 19,8           | 22            | 21,7           | 17,5          | 13,4          | 8               | 4,7             | 12,8       |
| Température maximale moyenne (°C)     | 7,6              | 9,4              | 14,4            | 18,1          | 22,2            | 26,4           | 29            | 28,7           | 23,7          | 18,2          | 11,9            | 8               | 18,1       |
| Record de froid (°C) date du record   | −18,5 07.01.1985 | −11,8 10.02.1986 | −12,2 02.03.05  | −5,1 08.04.03 | −0,6 07.05.1982 | 3,2 04.06.1984 | 7,7 13.07.00  | 5,4 30.08.1998 | 1 30.09.1972  | −4,8 26.10.03 | −9 28.11.1985   | −14 30.12.1976  | −18,5 1985 |
| Record de chaleur (°C) date du record | 21,2 10.01.15    | 22,9 23.02.20    | 25,7 21.03.1990 | 29,9 23.04.07 | 34,3 24.05.09   | 38,9 27.06.19  | 39,6 24.07.19 | 41,8 13.08.03  | 33,6 16.09.20 | 28,4 01.10.11 | 22,2 09.11.1984 | 19,2 18.12.1989 | 41,8 2003  |
| Précipitations (mm)                   | 56,2             | 43,6             | 49,9            | 71,4          | 80,8            | 64             | 58,3          | 67,7           | 102,7         | 127,3         | 107,4           | 54,1            | 883,4      |

### Voies de communications et transports
Les péages les plus proches de l'autoroute A7 sont à Tain-l'Hermitage et Valence.

## Urbanisme

### Typologie
Au 1er janvier 2024, Saint-Donat-sur-l'Herbasse est catégorisée bourg rural, selon la nouvelle grille communale de densité à 7 niveaux définie par l'Insee en 2022.
Elle appartient à l'unité urbaine de Saint-Donat-sur-l'Herbasse, une unité urbaine monocommunale constituant une ville isolée,. Par ailleurs la commune fait partie de l'aire d'attraction de Romans-sur-Isère, dont elle est une commune de la couronne,. Cette aire, qui regroupe 30 communes, est catégorisée dans les aires de 50 000 à moins de 200 000 habitants,.

### Occupation des sols
L'occupation des sols de la commune, telle qu'elle ressort de la base de données européenne d’occupation biophysique des sols Corine Land Cover (CLC), est marquée par l'importance des territoires agricoles (61,4 % en 2018), en diminution par rapport à 1990 (67,4 %). La répartition détaillée en 2018 est la suivante : zones agricoles hétérogènes (32,3 %), forêts (26,2 %), terres arables (16,4 %), prairies (12,6 %), zones urbanisées (10,6 %), zones industrielles ou commerciales et réseaux de communication (1,8 %). L'évolution de l’occupation des sols de la commune et de ses infrastructures peut être observée sur les différentes représentations cartographiques du territoire : la carte de Cassini (XVIIIe siècle), la carte d'état-major (1820-1866) et les cartes ou photos aériennes de l'IGN pour la période actuelle (1950 à aujourd'hui).

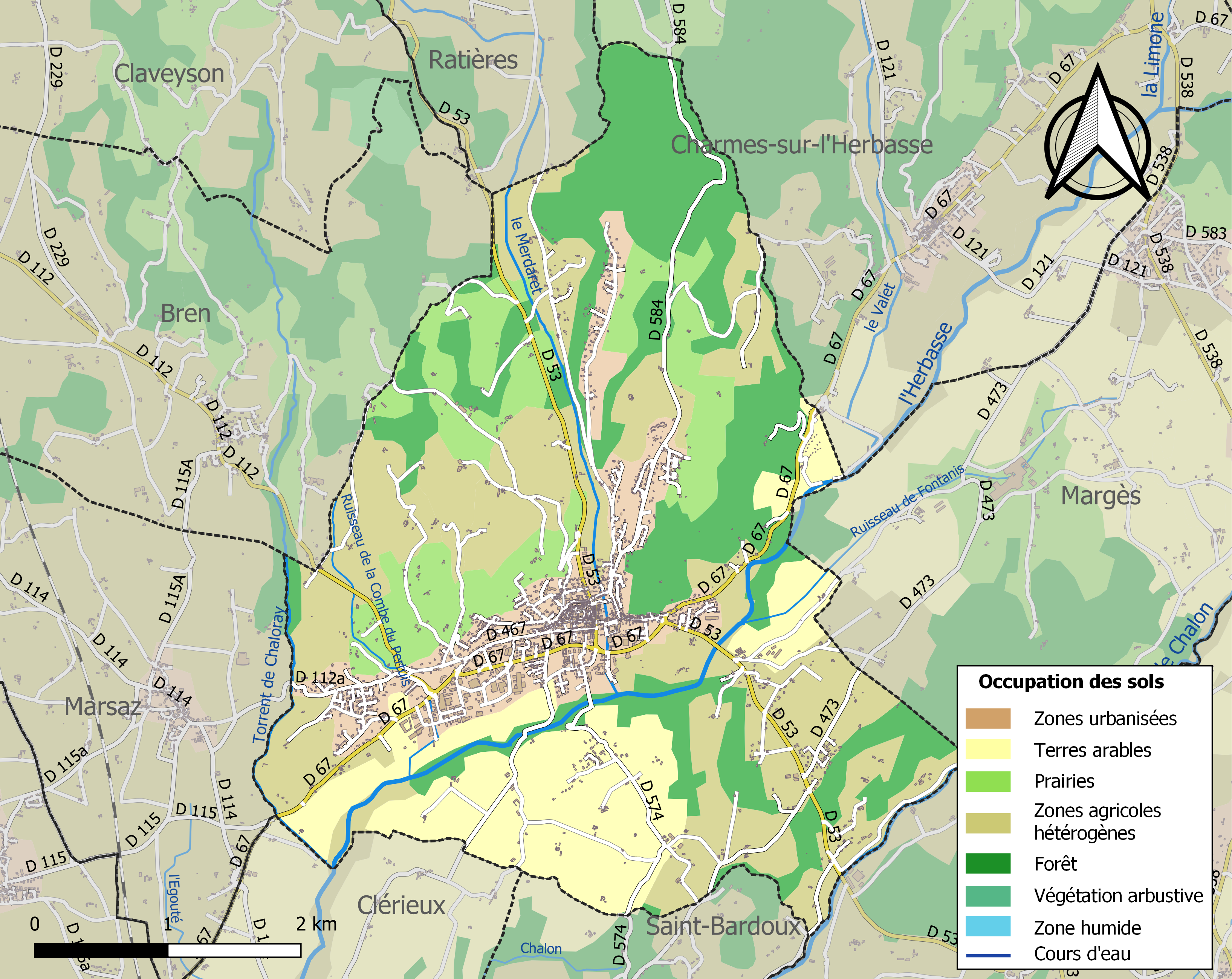
Carte des infrastructures et de l'occupation des sols de la commune en 2018 (CLC).

### Morphologie urbaine

#### Quartiers, hameaux et lieux-dits
Site Géoportail (carte IGN) :

## Toponymie

### Attestations
Dictionnaire topographique du département de la Drôme :
- Vers 1100 : vicus Jovinziacus (cartulaire de Grenoble, A 28).
- 1100 : mention de l'église Saint-Donat du prieuré : ecclesia Sancti Donati in vico Jovinziaco (cartulaire de Grenoble, A 28).
- 1111 : Jovinciacus (cartulaire de Grenoble, B 83).
- 1111 : mention de l'église Saint-Pierre : ecclesia Sancti Petri atque Sancti Donati de Jovinciaco, mandamentum Jovinciaci (cartulaire de Grenoble, B 83).
- 1120 : apud Sanctum Donatum (cartulaire de Romans, 280 bis).
- 1120 : mention de l'église Saint-Donat : ecclesia Beati Donati (Gallia christiana, XVI, 33).
- 1339 : Saynt Donat (Gontier, Notice sur Saint-Donat, 68).
- 1343 : le chasteau et ville de Sainct Donat (Valbonnais, II, 442).
- XIVe siècle : mention du prieuré : prioratus Sancti Donati (pouillé de Vienne).
- 1521 : mention de la paroisse : ecclesia Sancti Donati (pouillé de Vienne).
- 1793 : Jovinzieux [appellation révolutionnaire].
- 1891 : Saint-Donat, commune, chef-lieu de canton de l'arrondissement de Valence.

(non daté)[réf. nécessaire] : Saint-Donat-sur-l'Herbasse.

### Étymologie
L'ancien nom, vicus Jovinziacus ou Jovinciacus, dériverait du génitif Jovis de Jupiter[réf. nécessaire].

## Histoire
Pour un article plus général, voir Histoire de la Drôme.

### Antiquité: les Gallo-romains
Le vicus Jovinciacus était une petite agglomération gallo-romaine[réf. nécessaire].

### Du Moyen Âge à la Révolution
732 : Corbus, l'évêque de Grenoble, s'y réfugia lors d'une attaque de Sarrasins. Il y apporta les reliques de l'ermite saint Donat, originaire d'Orléans et mort au début du VIe siècle qui lui avaient été confiées par les habitants de Sisteron. Boson, comte de Provence lui offre alors le vieux château de Jovinzieux.
879 : Boson de Provence, élu roi de Bourgogne, fait don de la ville à l'évêque de Grenoble qui lui avait donné son suffrage au conseil de Mantaille.

Les évêques aménagent la ville : un tribunal est créé ainsi qu'une double enceinte de remparts.

Ils y demeurent jusqu'en 967. Après la mort de l'évêque Isarn qui, jusqu'à son retour à Grenoble, exerçait l'autorité dans la ville, celle-ci devient l'objet de convoitises, notamment entre le comte Guigues et Hugues de Grenoble, nouvel évêque qui récupérera la ville en 1099[réf. nécessaire].
La seigneurie :
- Au point de vue féodal, Saint-Donat était, à l'origine, une terre (ou seigneurie) possédée par les évêques de Grenoble[14].
- Elle passe ensuite aux dauphins[14].

1317 : Hugues Dauphin, frère du Dauphin Jean II.
1318 : les dauphins donnent une charte de libertés municipales aux habitants qui est confirmée en 1343.
- 1326 : les dauphins cèdent la terre aux Montluel[14].
- 1336 : la terre est recouvrée par les dauphins[14].
- Elle est donnée aux Genève[14].

1358 : Hugues de Genève.
- Elle passe (par héritage) aux Saluces[14].

Vers 1360 : à la suite du mariage de Béatrix de Genève, fille du précédent, aux marquis de Saluces.
- Fin XVe siècle : elle passe aux Bathernay[14].
- 1602 : elle est vendue aux Hostun[14].
- Vendue aux Coste[14].
- 1652 (novembre) : les Coste l'intègrent dans leur comté de Charmes[14].

Au Moyen Âge, Saint-Donat est La ville est attribuée au couvent d'Oulx qui était composé d'un corps de chanoines riches et puissants[réf. nécessaire].
XIIIe siècle : les dauphins du Viennois établissent des droits féodaux sur Saint-Donat[réf. nécessaire].
1289 : l'évêque de Grenoble abandonne ses droits et revenus sur le prieuré de Saint-Donat à l'archevêque de Vienne en échange des églises de Vinay[réf. nécessaire].
1349 : lors du rattachement du Dauphiné à la France, Humbert II du Viennois, le dernier dauphin, se réserve Saint-Donat[réf. nécessaire].
1428 : Saint-Donat passe à la couronne de France.
1562 : l'église est pillée pendant les guerres de Religion et les reliques de saint Donat disparaissent à cette époque[réf. nécessaire].
1603 : le prieur abandonne ses droits aux jésuites de Tournon qui laissent les bâtiments à l'abandon[réf. nécessaire].
Avant 1790, Saint-Donat était une communauté de l'élection et subdélégation de Romans et du bailliage de Saint-Marcellin.

Elle formait une paroisse du diocèse de Vienne dont l'église, dédiée à saint Donat, était celle d'un prieuré de l'ordre de Saint.Augustin Ecclesia, connu dès le IXe siècle.

Ce prieuré dépendait premièrement des évêques de Grenoble, puis des archevêques de Vienne. Il fut ensuite placé dans la dépendance du prévôt d'Oulx et enfin uni au collège de Tournon, qui a été de ce chef collateur et décimateur dans la paroisse de Saint-Donat jusqu'à la Révolution.

### De la Révolution à nos jours

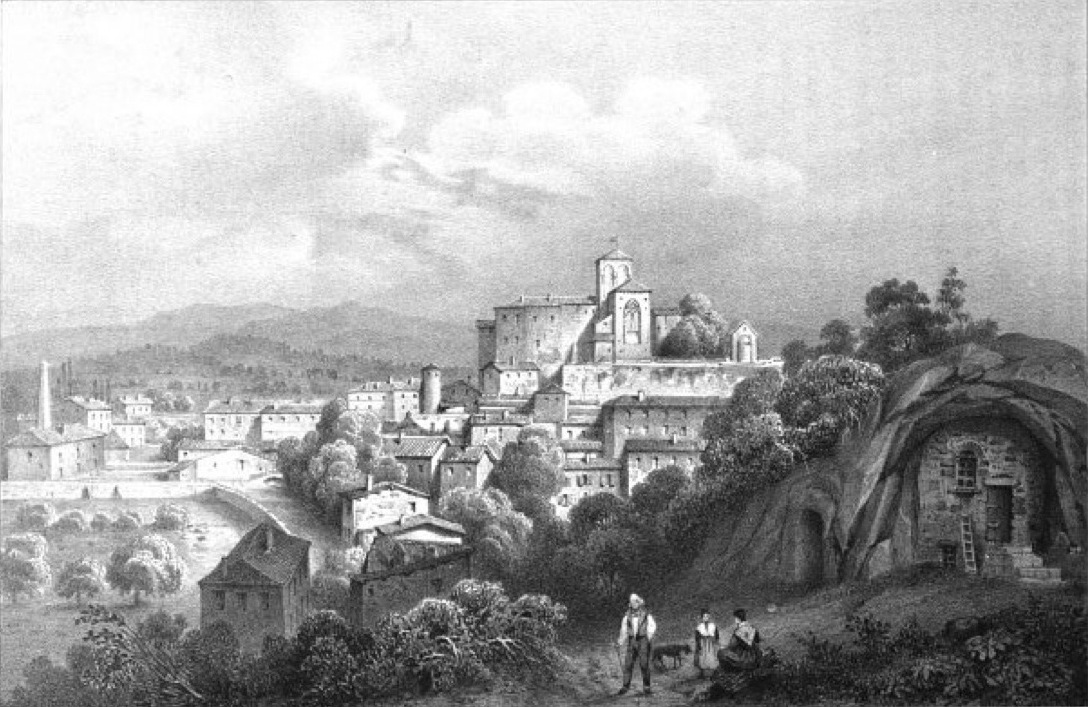
Saint-Donat au XIXe siècle.

À la Révolution, les derniers chanoines quittent les lieux[réf. nécessaire].
En 1790, Saint-Donat devient le chef-lieu d'un canton du district de Romans, comprenant les municipalités d'Arthemonay-et-Reculais, Bathernay, Bren, Charmes, Chavannes, Margès, Marsas et Saint-Donat, plus la paroisse de Saint-Andéol (commune de Claveyson, bien que le reste de cette commune soit dans le canton de Saint-Vallier. La paroisse de Saint-Andéol en sera distraite.

La réorganisation de l'an VIII (1799-1800) ajoute la commune de Montchenu à ce canton.
En 1814, le bourg est occupé par une troupe autrichienne[réf. nécessaire].

#### Seconde Guerre mondiale
Pendant la Seconde Guerre mondiale, Saint-Donat est un centre de la Résistance. En 1940, le curé du lieu, l'abbé Lémonon condamne en chaire l'ouvrage d'Hitler Mein Kampf et la Légion française des combattants. Les maquis s'y implantent très tôt.

Louis Aragon et Elsa Triolet furent cachés à saint-Donat par la famille Chancel[réf. nécessaire].
Le 15 juin 1944, alors qu'une partie de la Drôme est aux mains des maquisards, le village est victime d'une terrible expédition punitive : dès le matin, des avions allemands mitraillent la population, puis une vingtaine de camions déposent un millier de soldats de type mongol, encadrés par des SS, qui se livrent au pillage des magasins, incendiant au passage la pharmacie Chancel. 86 otages sont arrêtés, frappés et humiliés, puis victimes d'un simulacre d'exécution à l'issue duquel huit d'entre eux sont réellement exécutés. Puis les soldats violent les femmes qu'ils ont pu arrêter.

## Politique et administration

### Liste des maires
| Période                                                                      | Période                    | Identité                           | Étiquette | Qualité                                                                              |
| ---------------------------------------------------------------------------- | -------------------------- | ---------------------------------- | --------- | ------------------------------------------------------------------------------------ |
| Les données manquantes sont à compléter. : de la Révolution au Second Empire |                            |                                    |           |                                                                                      |
| 1790                                                                         | 1808                       | ?                                  |           |                                                                                      |
| 1808                                                                         | 1815                       | Charles Bodin                      |           |                                                                                      |
| 1815                                                                         | 1819                       | Joseph Chatain                     |           |                                                                                      |
| 1819                                                                         | 1826                       | Charles-François Lambert           |           |                                                                                      |
| 1826                                                                         | 1831                       | Jean-François Bajard               |           |                                                                                      |
| 1831                                                                         | 1838                       | Charles-François Lambert           |           |                                                                                      |
| 1838                                                                         | 1838                       | Pierre Burlon                      |           |                                                                                      |
| 1838                                                                         | 1841                       | Paul-Nicolas Danthony              |           |                                                                                      |
| 1848                                                                         | 1851                       | Paul Danthony                      |           |                                                                                      |
| 1851                                                                         | 1858                       | Sylvain Sablière-Deshaye           |           |                                                                                      |
| 1858                                                                         | 1870                       | Jules Laman                        |           |                                                                                      |
| 1870                                                                         | 1871                       | Paul Danthony                      |           |                                                                                      |
| Les données manquantes sont à compléter. : depuis la fin du Second Empire    |                            |                                    |           |                                                                                      |
| 1871                                                                         | 1872                       | Henri Feugier                      |           |                                                                                      |
| 1872 (élection ?)                                                            | 1874                       | Charles-Alexandre Chabert          |           |                                                                                      |
| 1874                                                                         | 1878                       | Léonce Chapre                      |           |                                                                                      |
| 1878                                                                         | 1880                       | François Robert                    |           |                                                                                      |
| 1880 (élection ?)                                                            | 1884                       | Charles Chabert                    |           |                                                                                      |
| 1884                                                                         | 1886'                      | Auguste Chuilon                    |           |                                                                                      |
| 1886 (élection ?)                                                            | 1888                       | Pierre Barret                      |           |                                                                                      |
| 1888                                                                         | 1900                       | Pierre Barret                      |           |                                                                                      |
| 1900                                                                         | 1904                       | ?                                  |           |                                                                                      |
| 1904                                                                         | 1908                       | ?                                  |           |                                                                                      |
| 1908                                                                         | 1912                       | ?                                  |           |                                                                                      |
| 1912                                                                         | 1919                       | ?                                  |           |                                                                                      |
| 1919                                                                         | 1925                       | ?                                  |           |                                                                                      |
| 1925                                                                         | 1929                       | ?                                  |           |                                                                                      |
| 1929                                                                         | 1935                       | ?                                  |           |                                                                                      |
| 1935                                                                         | 1945                       | ?                                  |           |                                                                                      |
| 1945                                                                         | 1947                       | ?                                  |           |                                                                                      |
| 1947                                                                         | 1953                       | ?                                  |           |                                                                                      |
| 1953                                                                         | 1959                       | ?                                  |           |                                                                                      |
| 1959                                                                         | 1965                       | ?                                  |           |                                                                                      |
| 1965                                                                         | 1969                       | ?                                  |           |                                                                                      |
| 1969 (élections ?)                                                           | 1995                       | Paul Galland                       | PS        | conseiller général (1976-1982)                                                       |
| 1995                                                                         | 2020                       | Aimé Chaléon                       | DVD       | agriculteur retraité conseiller général (1988-2008) puis départemental (depuis 2015) |
| 2020                                                                         | En cours (au 20 mars 2021) | Claude Fourel[source insuffisante] |           |                                                                                      |

### Politique environnementale
La commune possède une déchetterie depuis 2001[réf. nécessaire].

#### Villes et villages fleuris
En 2014, la commune de Saint-Donat-sur-l'Herbasse a bénéficié du label « ville fleurie » avec « une fleur » attribuée par le Conseil national des villes et villages fleuris de France au concours des villes et villages fleuris.

### Jumelages
| Saint-Donat-sur-l'Herbasse Ottobeuren Oulx |

La commune est jumelée avec les communes de Ottobeuren (Bavière en Allemagne) depuis 1994, et d'Oulx (Piémont en Italie depuis 1988.

## Population et société

### Démographie
L'évolution du nombre d'habitants est connue à travers les recensements de la population effectués dans la commune depuis 1793. Pour les communes de moins de 10 000 habitants, une enquête de recensement portant sur toute la population est réalisée tous les cinq ans, les populations de référence des années intermédiaires étant quant à elles estimées par interpolation ou extrapolation. Pour la commune, le premier recensement exhaustif entrant dans le cadre du nouveau dispositif a été réalisé en 2007.

En 2022, la commune comptait 4 224 habitants, en évolution de +2,85 % par rapport à 2016 (Drôme : +2,64 %, France hors Mayotte : +2,11 %).
| 1793  | 1800  | 1806  | 1821  | 1831  | 1836  | 1841  | 1846  | 1851  |
| ----- | ----- | ----- | ----- | ----- | ----- | ----- | ----- | ----- |
| 1 423 | 1 595 | 1 880 | 1 746 | 2 084 | 2 159 | 2 220 | 2 263 | 2 350 |

| 1856  | 1861  | 1866  | 1872  | 1876  | 1881  | 1886  | 1891  | 1896  |
| ----- | ----- | ----- | ----- | ----- | ----- | ----- | ----- | ----- |
| 2 394 | 2 512 | 2 519 | 2 502 | 2 627 | 2 486 | 2 618 | 2 623 | 2 747 |

| 1901  | 1906  | 1911  | 1921  | 1926  | 1931  | 1936  | 1946  | 1954  |
| ----- | ----- | ----- | ----- | ----- | ----- | ----- | ----- | ----- |
| 2 749 | 2 555 | 2 572 | 2 286 | 2 201 | 2 205 | 2 204 | 2 127 | 2 242 |

| 1962  | 1968  | 1975  | 1982  | 1990  | 1999  | 2006  | 2007  | 2012  |
| ----- | ----- | ----- | ----- | ----- | ----- | ----- | ----- | ----- |
| 2 345 | 2 217 | 2 141 | 2 233 | 2 658 | 3 132 | 3 451 | 3 497 | 3 912 |

| 2017  | 2022  | - | - | - | - | - | - | - |
| ----- | ----- | - | - | - | - | - | - | - |
| 4 195 | 4 224 | - | - | - | - | - | - | - |

### Enseignement
Les élèves de la commune commencent leur scolarité à Saint-Donat-sur-l'Herbasse, à l'école maternelle Elsa-Triolet, puis à l'école primaire Louis-Aragon, puis la poursuivent soit au collège du pays de l'Herbasse soit au collège privé Le Pendillon. La commune, qui relève de l'académie de Grenoble, dispose également d'un groupe scolaire privé, de la maternelle au collège.

### Manifestations culturelles et festivités
- Fête patronale : les deuxièmes dimanches suivants Pâques et l'Ascension[28].
- Fête communale : le 29 juin[28].
- Festival J.-S. Bach en juillet[28].

Depuis 1962, la commune accueille le festival international Jean-Sébastien Bach de Saint-Donat-sur-l'Herbasse, premier festival en France exclusivement consacré au Cantor[réf. nécessaire].
Les plus grands musiciens et orchestres ont participé aux concerts en la collégiale : les organistes Marie-Claire Alain, Pierre Simonet et Pierre Cochereau, les trompettistes Maurice André et Alfred Schirbaum, le violoniste Arthur Grumiaux, les clavecinistes Huguette Dreyfus et Robert Veyron-Lacroix, le flûtiste Jean-Pierre Rampal, ainsi que des orchestres aussi prestigieux que l'Orchestre de Chambre Jean-François Paillard, l'Orchestre de chambre de Toulouse de Louis Auriacombe, l'ensemble italien I Musici, l'Orchestre de Chambre de Stuttgart sous la baguette du grand Karl Münchinger, etc.[réf. nécessaire].
Entre 2007 et 2017, l'association Bach en Drôme des Collines  a été chargée de l'organisation du festival de Saint-Donat-sur-Herbasse, avec l'appui de la municipalité, mais le Centre Musical International Jean-Sébastien Bach (C.M.I.), en a repris l'organisation en 2018[réf. nécessaire].

### Loisirs
- Pêche et chasse[28].

### Médias
Le territoire de la commune se situe dans l'aire de diffusion de plusieurs médias :

#### Presse écrite
- Le Dauphiné libéré, quotidien régional qui consacre, chaque jour, y compris le dimanche, dans son édition de « Romans et Drôme des collines » un ou plusieurs articles à l'actualité du canton et de la commune, ainsi que des informations sur les éventuelles manifestations locales, les travaux routiers, et autres événements divers à caractère local.
- L'Agriculture Drômoise, journal d'informations agricoles et rurales, couvre l'ensemble du département de la Drôme.
- Drôme Hebdo (ancien Peuple Libre), hebdomadaire chrétien d'informations.

#### Presse audio-visuelle
La commune est située sur l'aire de diffusion de Ici Drôme Ardèche, une radio publique également diffusée sur tout le territoire du département de la Drôme et de l'Ardèche.

### Cultes
La communauté catholique et l'église paroissiale (propriété de la commune) sont rattachées à la paroisse Notre Dame des Collines de l’Herbasse, elle-même relevant du diocèse de Valence.

## Économie

### Agriculture
En 1992 : pâturages, céréales, vignes, fruits, asperges, cardons, pintades.
- Coopérative agricole et vinicole[28].
- Produits locaux : caillette, fromages[28].
- Foire : le lundi avant Rameaux (bœuf gras), le premier lundi de septembre (oignons), les premiers et derniers lundis de décembre (bestiaux)[28].
- Marché : le lundi[28].

La commune a su conserver une agriculture spécialisée ; elle est réputée pour ses asperges blanches et ses pêches parfumées[réf. nécessaire].
Une cave coopérative vinicole avait vu le jour en 1931. Elle a fusionné en 1986 avec la cave de Tain ; les bâtiments existent toujours mais ne sont plus utilisés.

### Industrie
Dans le sillage de Romans, Saint-Donat a été longtemps une cité de la galoche en bois puis de la chaussure. Des noms comme Sauvageon, Clément, Monclus, Bozzola en faisaient sa réputation. Cette industrie a ensuite périclité[réf. nécessaire]

### Tourisme
- Syndicat d'initiative et bureau de tourisme (en 1992)[28].
- Le lac de Champos est un lac artificiel créé et aménagé par un groupe de communes[réf. nécessaire]. C'est un centre de loisirs (du 1er mai au 30 septembre )[28] : natation, planche à voile, etc.[réf. nécessaire].
- Camping et caravaning[28].

## Culture locale et patrimoine

### Lieux et monuments
- La porte Saint-Pierre, porte d'entrée nord de l'enceinte médiévale du village[réf. nécessaire].
- Les Bétours, derniers vestiges des remparts, situées au nord et à l'ouest du bourg, transformées de nos jours en habitations.
- Collégiale Saint-Pierre-et-Saint-Paul et Palais Delphinal de Saint-Donat. La visite concerne la chapelle des Évêques, la collégiale, les salles du Palais et du cloître, avec son célèbre joueur de viole[réf. nécessaire].

Ancien palais delphinal (MH) construit sur les ruines du château féodal, restauré par les évêques de Grenoble aux Xe et XIIe siècles : salle des gardes, restes du cloitre roman du prieuré (bandeau sculpté) (MH), façade des bâtiments de la cour (IMH).
Église : clocher (XIIe et XVe siècles) (IMH), chapelles latérales (XVe siècle), orgues de style baroque allemand. Elles ont été construites dans le style Silbermann au cours des années 1960 sous la direction du docteur Lémonon, du curé Parot, de l'industriel Henri Monclus et du colonel en retraite Théophile-Jean Delaye[réf. nécessaire].
Chapelle des évêques (XIIe siècle) (MH) : abside en cul-de-four.
- Maisons et rues anciennes[28].
- Château de Collonges[28] : construit au XVIIe siècle à l'emplacement d'une ancienne maison forte du XVe siècle[réf. nécessaire].
- Les Moulins de Saint-Donat (usine Chartron, moulinage C. Gay) sont situés au pied de la collégiale de Saint-Donat, sur les bords du canal de l'Herbasse. Ils ont été construits sur un ancien site de production de soie datant du début du XVIIe siècle. Ils étaient utilisés pour la fabrication de papier, de chanvre ou de farine. La filature à soie fut établie au XVIIIe siècle et de grands industriels (Charles Bodin, Paul Chartron, C. Gay) ont mené la notoriété des soies de Saint-Donat à un rayonnement international[réf. nécessaire].
- La maison aux volets bleus où habitèrent Louis Aragon et Elsa Triolet de juillet 1943 à septembre 1944[31]. Elle est située à un angle de la rue Pasteur[réf. nécessaire].
- Le monument aux morts, situé devant la mairie. Il est surmonté de la statue La Victoire en chantant, réalisée par Charles Édouard Richefeu.

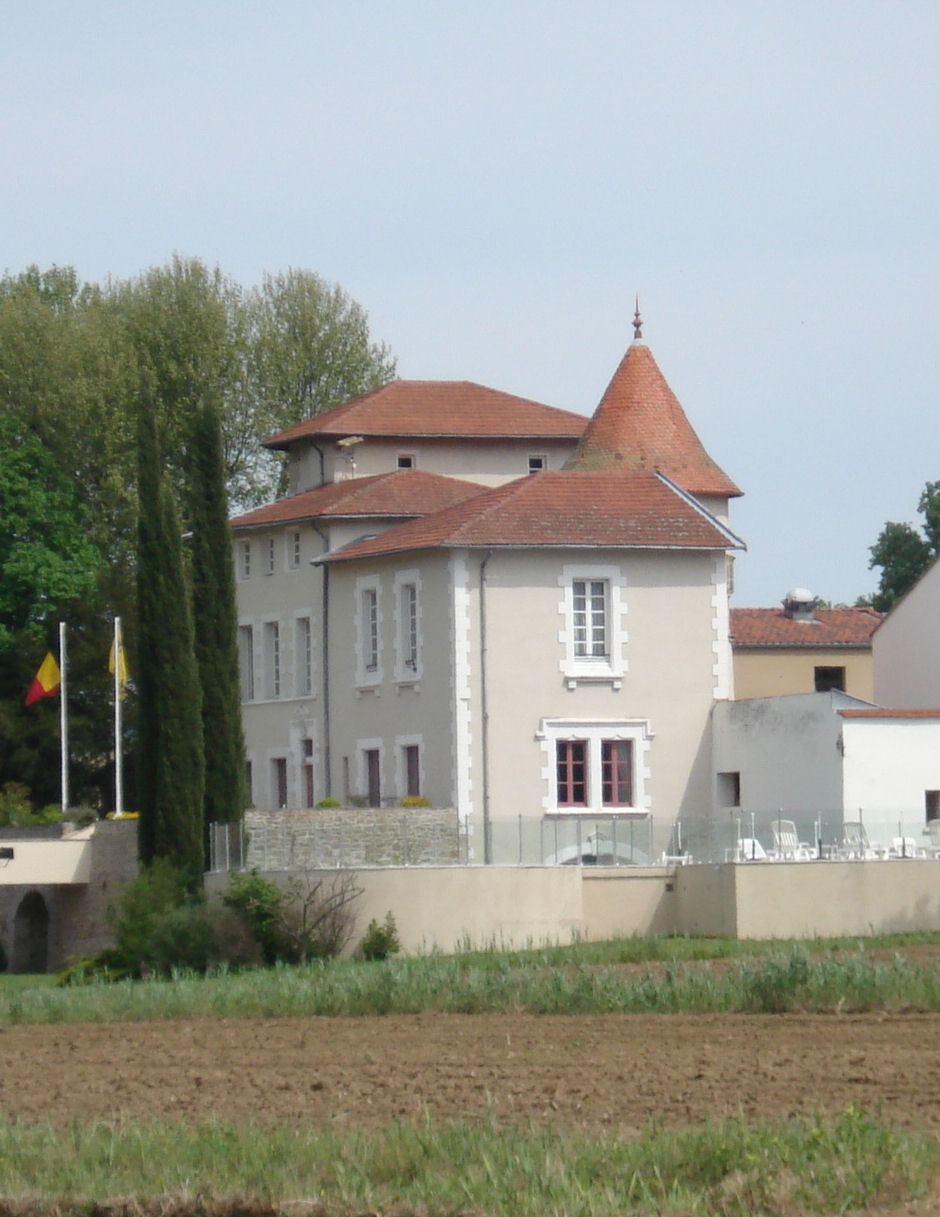
Château de Collonges.
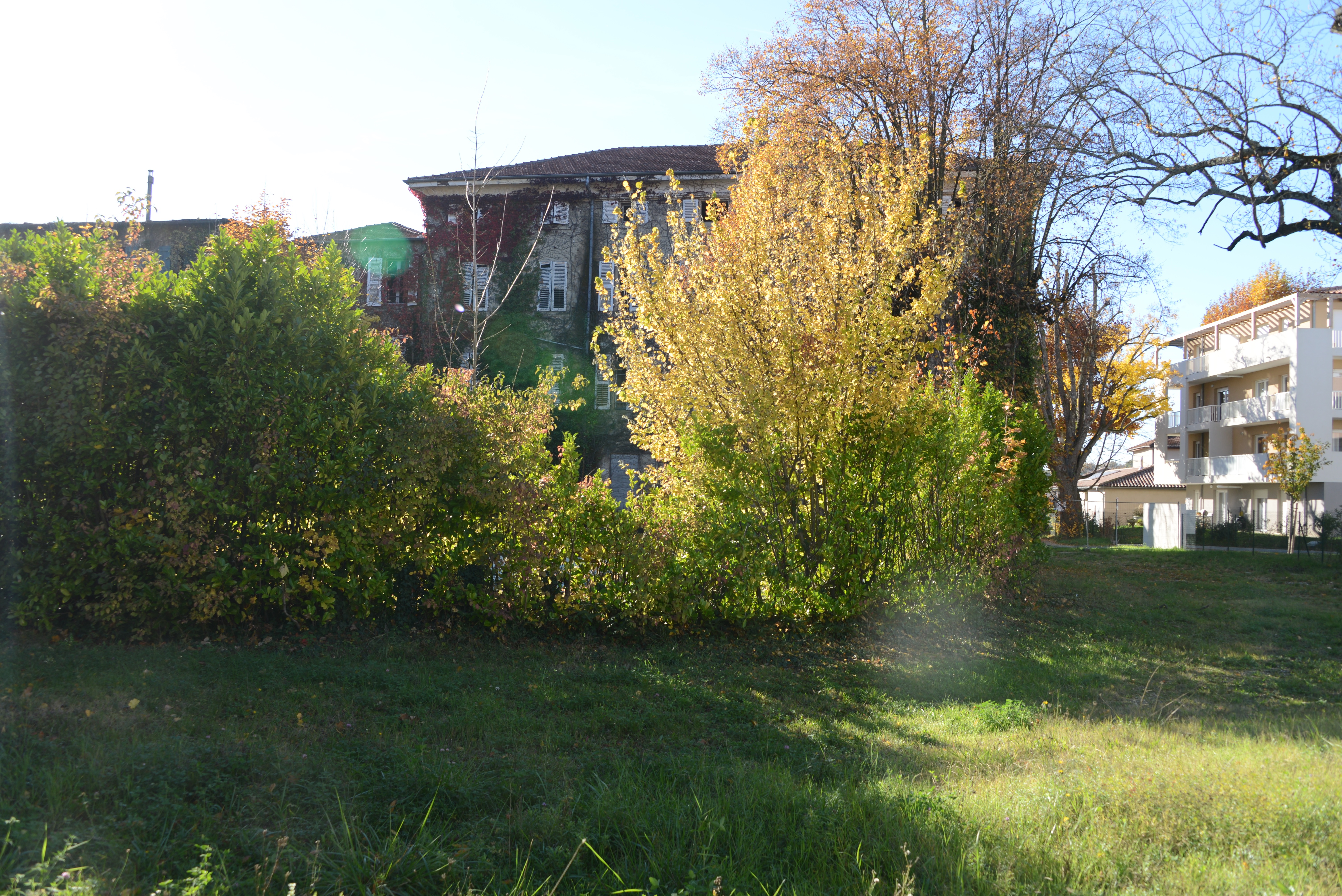
Les Moulins de Saint-Donat.

### Patrimoine culturel
- Académie d'orgue[28].
- Artisanat d'art[28].
- Centre international J.-S. Bach[28].
- Musée des arts et traditions de Madagascar[28].

### Patrimoine naturel
- Nombreuses grottes[1].

### Personnalités liées à la commune
- Hippolyte Bajard (né en 1793 à Saint-Donat, mort en 1863 à Saint-Donat) : médecin et député de la Drôme de 1848 à 1851, militant républicain.
- Charles-Marie Chabert (né en 1852 à Saint-Donat, mort en 1923 à Saint-Donat) : député radical-socialiste de la Drôme de 1899 à 1908, puis sénateur de 1908 à 1923. Membre influent de la Commission de la comptabilité.
- Lucien Colonge (né en 1869, mort en 1914 à Saint-Donat) : auteur (parolier) de plus de 12 000 chansons représentant plus d'un million de vers.
- Elsa Triolet (1896-1970) : écrivain et compagne de Louis Aragon. D'origine russe, née Elsa Kagan, elle a publié des journaux de résistance comme « La Drôme en armes »[réf. nécessaire].
- Louis Aragon (1897-1982) : écrivain et poète communiste, réfugié pendant la Seconde Guerre mondiale à Saint-Donat. Il fut chanté par Jean Ferrat. Résistant, il a créé la « Chanson du franc-tireur »[réf. nécessaire].
- André Bossanne (1907-1996) : sénateur de la Drôme et maire de Marsaz, président de la cave coopérative de Saint-Donat-sur-l'Herbasse, avant la Seconde Guerre mondiale.
- Jean-Marie Corlu (né en 1912 à Saint-Donat, mort en 1944, inhumé à Saint-Donat) : commandant, Saint-Cyrien, mort au champ d'honneur le 30 août 1944 à Bobigny après avoir participé au raid sur Koufra et à la bataille de Normandie. Il était, à 32 ans, officier de la Légion d'Honneur, titulaire de la Croix de guerre 1939-1945 (3 citations), de la Médaille de la Résistance avec rosette et de la Médaille Coloniale avec agrafe « Koufra ». Il avait été nommé Compagnon de la Libération par décret du 14 juillet 1941[32].
- Pierre Palué (1920-2005) : peintre paysagiste, à la palette subtile, il fut surnommé le peintre de Chavannes[réf. nécessaire].
- Marie-Claire Alain (1926-2013) : célèbre organiste, très attachée au festival. Elle a enregistré une partie de l'intégrale de l'œuvre de Bach à l'orgue, ainsi que les concertos de Haendel et de CPE Bach[réf. nécessaire].

### Héraldique, logotype et devise
|  | Les armes peuvent se blasonner ainsi : De gueules semé de fleurs de lis d'argent, à la bande du même brochant, au lambel de sable brochant sur le tout. |